# Голос православ'я
«Голос православ'я» — газета, офіційне друковане видання Української православної церкви Київського патріархату, двотижневик.
Передплатний індекс 35355.
Головний редактор — архієпископ Андрій (Маруцак).
В 2019 — архієпископ Євстратій (Зоря).
Станом на квітень 2020 вийшло друком 535 чисел газети. Квітневе, 2019 року, число видруковане у видавництві «Преса України» тиражем 22 000 примірників.